# Monomorium monomorium
Monomorium monomorium är en myrart som beskrevs av Bolton 1987. Monomorium monomorium ingår i släktet Monomorium och familjen myror. Inga underarter finns listade i Catalogue of Life.